# أشلي برينان
أشلي برينان (بالإنجليزية: Ashleigh Brennan) هي لاعبة جمباز فني أسترالية، ولدت في 18 يناير 1991 في ملبورن في أستراليا.

## وصلات خارجية
- أشلي برينان على موقع الاتحاد الدولي للجمباز (licence) (الإنجليزية)
- أشلي برينان على موقع الاتحاد الدولي للجمباز (biography) (الإنجليزية)
- أشلي برينان على موقع اللجنة الأولمبية الدولية (الإنجليزية)
- أشلي برينان على موقع أوليمبيديا (الإنجليزية)
- أشلي برينان على موقع اللجنة الأولمبية الأسترالية (الإنجليزية)
- أشلي برينان على موقع اتحاد ألعاب الكومنولث (مؤرشف) (الإنجليزية)
- أشلي برينان على موقع دورة ألعاب الكومنولث 2006 (مؤرشف) (الإنجليزية)